# Stolperstein in Gerlingen
Der Stolperstein in Gerlingen ist der Handarbeitslehrerin Johanna Schweizer gewidmet, er liegt in der Stadt Gerlingen im Landkreis Ludwigsburg in Baden-Württemberg. Stolpersteine werden vom Kölner Künstler Gunter Demnig in weiten Teilen Europas verlegt. Sie erinnern an das Schicksal der Menschen, die von den Nationalsozialisten ermordet, deportiert, vertrieben oder in den Suizid getrieben wurden und liegen im Regelfall vor dem letzten selbstgewählten Wohnsitz des Opfers.
Der bislang einzige Stolperstein in Gerlingen wurde am 13. März 2008 vom Künstler persönlich verlegt.

## Stolperstein
| Stolperstein | Inschriftl | Standort                | Name, Leben |
| ------------ | --- | ----------------------- | --- |
|              | HIER WOHNTE JOHANNA SCHWEIZER JG. 1873 EINGEWIESEN 23.12.1931 'HEILANSTALT' WEISSENAU EINGELIEFERT 10.6.1940 'HEILANSTALT' GRAFENECK ERMORDET 10.6.1940 AKTION T4 | Weilimdorfer Straße 9 · | Johanna Schweizer wurde am 3. Februar 1873 in Gerlingen geboren. Ihre Eltern waren Johann Jakob Schweizer (geboren 1831 in Gerlingen) und Wilhelmine Friederike, geborene Lederer (geboren 1836 in Mundelsheim). Johanna Schweizer hatte drei ältere Brüder, zwei Schwestern lebten nur wenige Monate. Sie blieb unverheiratet. 1897 wurde sie die erste Handarbeitslehrerin in der Stadt, Handarbeitsunterricht (Arbeitsunterricht) wurde Pflichtfach für Mädchen. Bis zu ihrer Erkrankung 1927 unterrichtete sie. Schweizer litt mutmaßlich an Depressionen. Auf Grund ihres Gesundheitszustandes wurde ab 1928 als „Kinderschulreinigerin“ für 35 Reichsmark angestellt und ein Unterlehrerzimmer konnte sie unentgeltlich nutzen. Dieser Arbeit konnte sie gesundheitlich bis 1931 nachgehen Am 23. Dezember 1931 wurde sie in die Heilanstalt Weissenau eingewiesen. Am 10. Juni 1940 wurde sie in die Tötungsanstalt Grafeneck überstellt und dort noch am selben Tag ermordet. Sie war eines der Opfer der Aktion T4. An der Hauswand des Stadtmuseums erinnert eine Gedenktafel an ihr Schicksal. |

## Verlegung
Vom 7. Jugendgemeinderat Gerlingen wurde die Aktion "Denk mal an Johanna Schweizer, Ein Projekt gegen das Vergessen und Verdrängen", initiiert durch den Grundkurs Katholische Religion des Gerlinger Robert-Bosch-Gymnasiums, ins Leben gerufen. Am 13. März 2008 wurde ein Stolperstein verlegt, im Juni 2008 eine Denktafel eingeweiht. Des Weiteren fuhr ein Fahrradkorso mit einem übergroßen Stolperstein als Spur der Erinnerung nach Stuttgart, ebenfalls waren die Teilnehmer Schüler des Grundkurses.